# Manaus
Manaus és una ciutat al nord del Brasil, capital de l'estat d'Amazones, situada prop de la confluència del Riu Negre amb el riu Amazones. És una de les ciutats més riques i importants d'acord amb l'IBGE, que posseeixen vuit municipis de la seva àrea metropolitana.
És un important port en vies de desenvolupament de la regió i fins i tot poden accedir-hi els transatlàntics. Manaus va ser fundada per portuguesos l'any 1669 i actualment té una població estimada d'1,8 milions d'habitants. Constitueix el centre econòmic i cultural de la Regió Nord del Brasil.
Entre les exportacions de la ciutat destaquen el cautxú, les nous del Brasil, la fusta i altres productes. Les seves principals activitats econòmiques són la refineria de petroli, la indústria electrònica (TV, monitors, telèfons, ordinadors), motocicletes, alimentària, el turisme i la fabricació de sabons i productes químics.
Entre els edificis representatius de la ciutat destaquen la Universitat de l'Amazones i el teatre de l'òpera. Manaus té un clima equatorial causa de la seva localització tan propera a aquest paral·lel.

## Origen del nom
El nom "Manaus" prové de la tribu indígena dels Manaós, que habitava la regió abans de l'arribada dels colonitzadors portuguesos. En llengua indígena el nom significa "Mare de Déu".

## Història

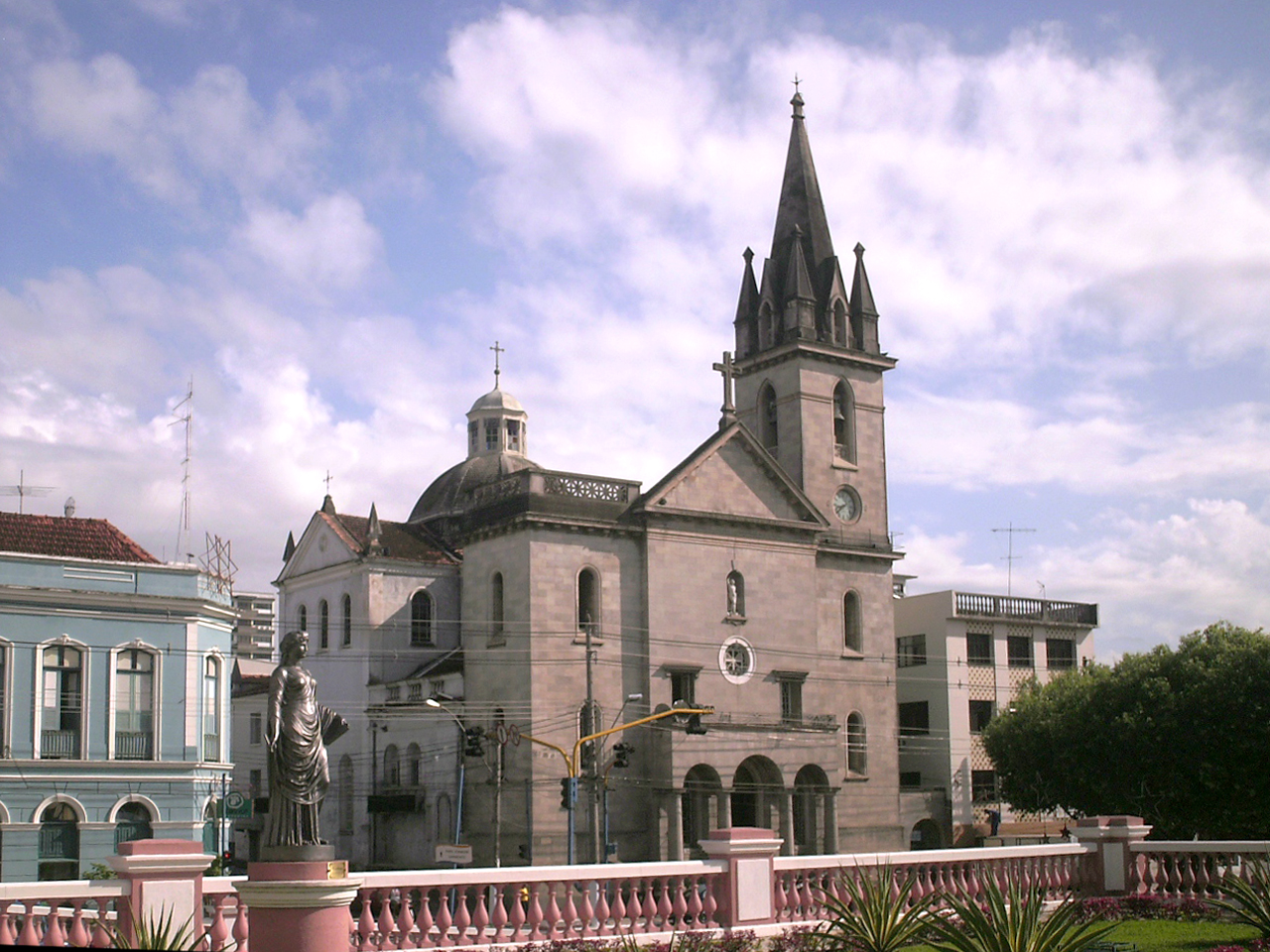
Igreja de São Sebastião.

Manaus va començar com un petit fort fet en pedra i fang, i quatre canons anomenat Forte de São José da Barra do Rio Negro, per protegir la part nord de la colònia del Brasil a favor dels portuguesos, exercint aquesta funció durant 114 anys. A la rodalia del fort hi havia diverses tribus indígenes (Barés, Banibas, Passos i principalment la dels Manaos, que va influir en l'origen del nom de la ciutat) i per la influència dels portuguesos, van ajudar en la construcció del fort.

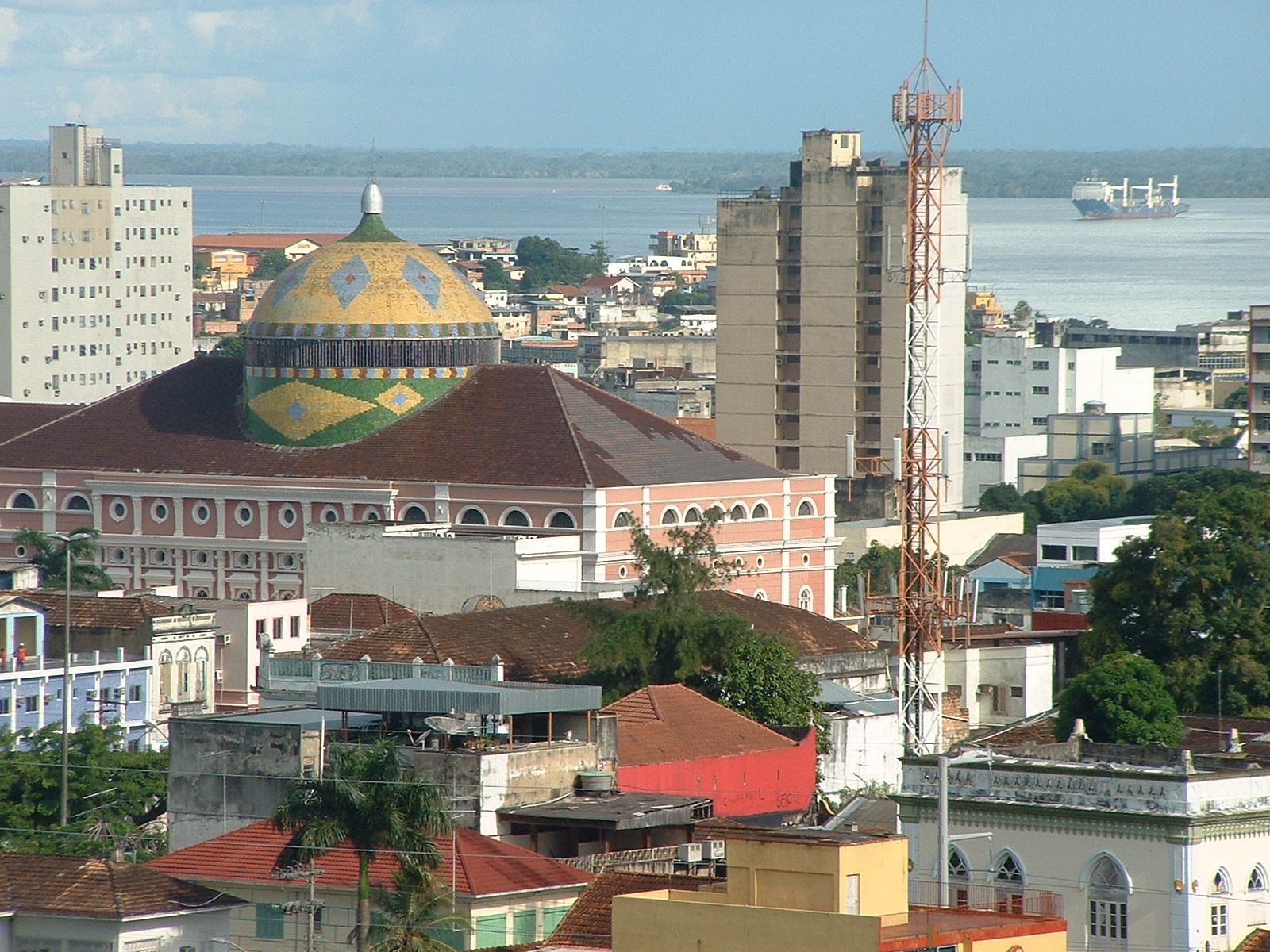
El Teatro Amazonas i riu Negro.

La població formada per indígenes i blancs va créixer tant que per ajudar amb l'evangelització dels indis, el 1695 les carmelites, jesuïtes, mercedaris i els franciscans construïren una capella a la rodalia del fort a la qual van anomenar "Nostra Senyora de la Concepció", que va passar a ser la patrona de la ciutat temps després.
La Carta Regia del 3 de març de 1755, va crear la Capitania de Sant Josep del Rio Negro, amb seu a Mariu (actual Barcelos, municipi proper a Manaus), però el governador Llop D'Almada degut a incursions espanyoles, transfereix la seu novament al Lloc do Barra(Manaus) el 1791, per localitzar-se en la confluència dels rius Negre i Amazones, que era un punt estratègic. La seu va tornar a ser Mariu el 1799 tot i que el 1808 passa a ser definitivament el Lloc do Barra.
El dia 13 de novembre de 1832, el lloc do Barra va obtenir la categoria de vila, amb el nom Vila de Manausi el 24 d'octubre de 1848, amb la llei 145 de l'Assemblea Provincial paraense, va adquirir el nom deCidade da Barra do Rio Negro. El dia 4 de setembre de 1856 el governador Herculà Ferreira Pena nomena definitivament a la ciutat com Manaus.

## Febre del Cautxú

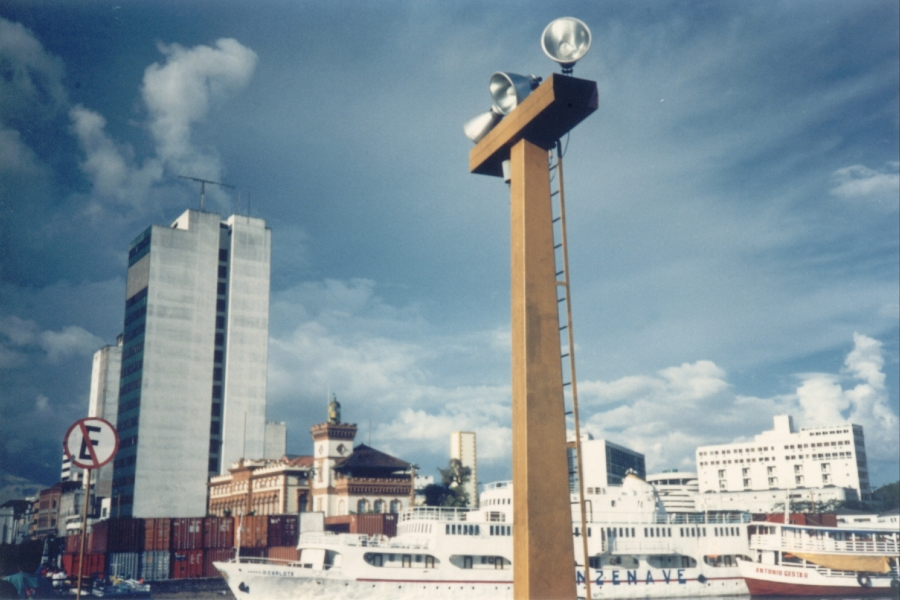
El port de Manaus.

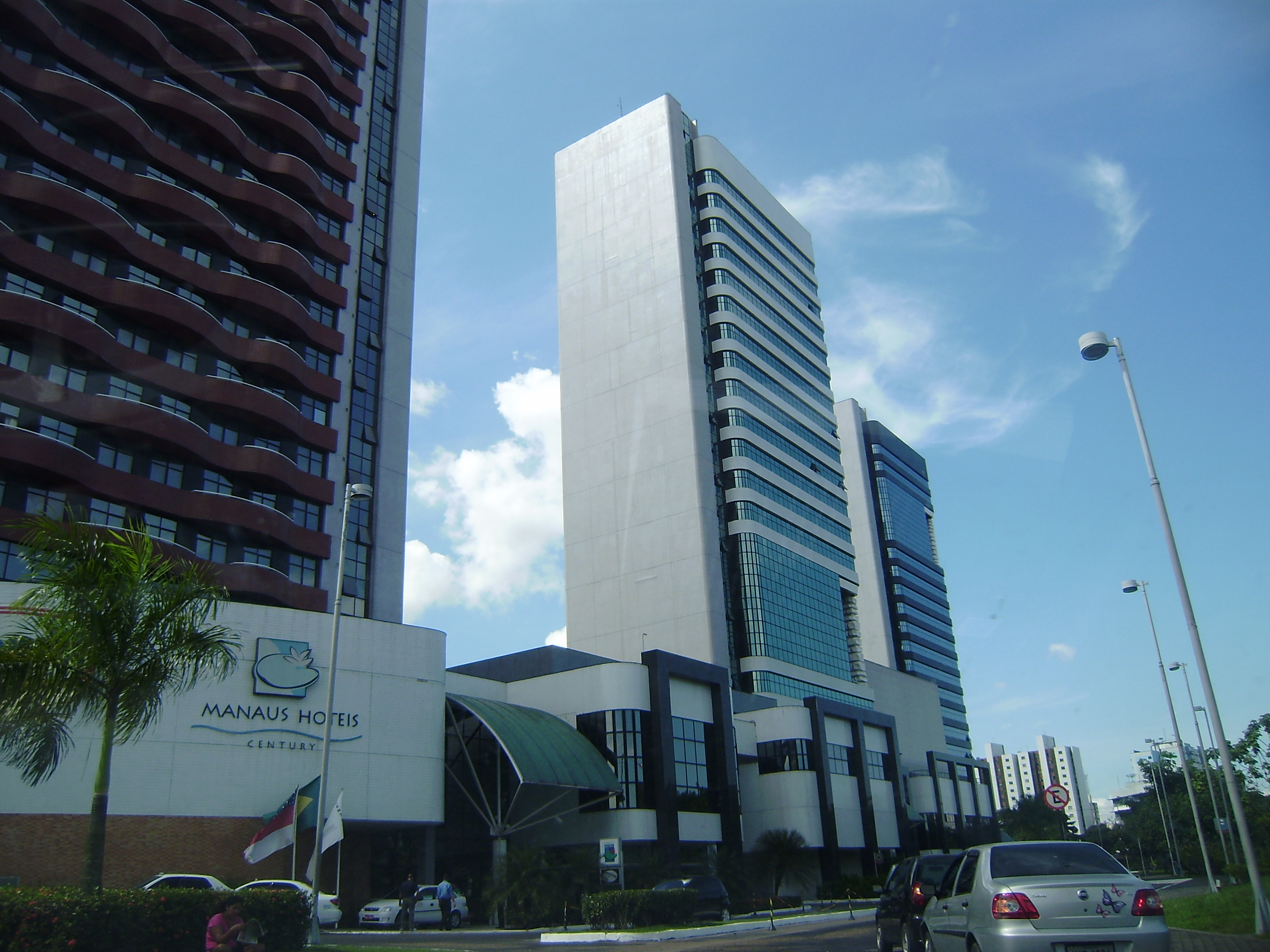
Millennium Shopping.

El 1889, Manaus vivia intensament de l'anomenada Febre del cautxú. Considerada la ciutat brasilera més desenvolupada i la més pròspera de les ciutats del món, Manaus era l'única ciutat del país en tenir llum elèctrica i sistema d'aigua per canelles i clavegueres. L'apogeu del cicle del Cautxú es va donar entre els anys 1890 i 1920, època en què la ciutat gaudia de tecnologies que altres ciutats del sud del Brasil encara no tenien, com eren tramvies elèctrics, avingudes construïdes sobre pantans, edificis imponents i luxosos, com el Teatre Amazones, el Palau de Govern, el Mercat Municipal i la possessió de la duana.
Va ser coneguda com el París dels tròpics pel seu malbaratament del luxe.

## Literatura
Els autors més coneguts de la capital de l'Amazones són Aníbal Beça, Milton Hatoum, Astrid Cabral i Antônio Calmon.
Una de les novel·les que explica la febre del cautxú a través dels ulls de caucheros esclaus és Manaus, d'Alberto Vázquez-Figueroa que anys més tard portaria el mateix escriptor al cinema. "Senders de llibertat, la lluita per la defensa de la selva" de Javier Moro, està basat en una història real que transcorre part d'ella en Manaus, durant la Febre del Cautxú i el gran problema de l'augment de població per l'arribada dels "soldats" del Cautxú.

## Economia
Manaus és la cinquena economia més gran del Brasil. Segons dades de l'IBGE del 2021, el seu producte interior brut (PIB) va ascendir a 103.200 milions de R$. El mateix any, la renda per càpita era de R$ 45.782,75. El sector serveis destaca amb 44.300 milions de R$ a preus corrents, que representa el 43% de tot el PIB de Manaus. Manaus té el PIB més alt entre tots els municipis de les regions del nord i nord-est i la renda per càpita més alta entre els municipis amazònics.
A més de consolidar-se com el centre comercial més gran de la Regió Nord, Manaus apareix com el tercer municipi més gran del Brasil en el sector industrial, només per darrere de São Paulo i Rio de Janeiro. L'any 2021, la indústria va generar 37.600 milions de R$ en PIB municipal, però hi ha registres d'una disminució important de la seva concentració en els últims anys, atès el creixement de la participació econòmica d'altres sectors, com el comerç, construcció civil, administració, oci, ciència, turisme, transport i serveis en general.

### Zona franca de Manaus
El Zona Franca de Manaus (ZFM), creada per decret Llei n ° 288 del 28 de febrer de 1967, també conegut com a Poligon Industrial de Manaus, és un centre financer de lliure comerç d'importació, exportació i incentius fiscals especials (lo principal del nord del Brasil), implementat pel punt de vista del govern brasiler a la creació d'una base econòmica en l'Amazònia occidental, per promoure una millor integració i desenvolupament urbà, socioeconòmic i productiva d'aquesta regió del país, garantint així la sobirania nacional sobre les seves fronteres. és un dels més moderns Amèrica Llatina L'estratègia regional de desenvolupament més reeixides, el model condueix a la regió de la seva distribució (a l'oest dels estats amazònics: Acre Amazones Rondônia i Roraima i les ciutats de Macapá i Santana (Amapá)) el desenvolupament econòmic juntament amb la protecció del medi ambient, proporcionant una millor qualitat de vida de les seves poblacions. El 2009, el Polo Industrial de Manaus ha establert associacions amb la República Txeca.
La presidenta Dilma Rousseff, complint amb el regal promès en la seva anterior visita a la ciutat, va signar la proposta d'esmena Constitucional (PEC) que s'estén per altres 50 anys a la vida de la Zona Franca de Manaus, que s'enviarà a la Cambra Federal i el Senat per a la seva aprovació.

## Medi ambient i urbanització
Un dels grans atractius de Manaus és la seva localització geogràfica: una ciutat construïda en plena selva amazònica. És possible tenir accés a reserves a pocs quilòmetres de la ciutat. D'altra banda, el creixement de la ciutat no va venir sense l'aparició d'alguns problemes. Manaus ve perdent la seva àrea verda, amb això, una gran biodiversitat trobada a l'Amazones. També com té a la proximitat indústries, les mateixes que contaminen l'aigua dels rius i això influeix en la vida dels indígenes de la zona, perquè en estar contaminats els peixos, els indígenes moren o emmalalteixen.
Amb un tram central de 400 metres suspès per cables, el pont sobre el riu Negro (Ponte Rio Negro) és el major pont atirantat fluvial del Brasil i el segon del món, només superat pel pont sobre el riu Orinoco a Veneçuela. L'extensió total del pont és de 3 595 metres. Al costat de la Casa de l'Òpera (Teatro Amazonas), el pont ha estat considerat com el monument més gran i més important d'arquitectura de l'Amazònia, el que representa una fita en la integració de la regió metropolitana de Manaus (MMR), fundada el 2007 amb vuit municipis i prop de 2 milions d'habitants.